# Airaphilus andrewesi
Airaphilus andrewesi là một loài bọ cánh cứng trong họ Silvanidae. Loài này được Grouvelle miêu tả khoa học năm 1908.